# Tropiphorus
Tropiphorus är ett släkte av skalbaggar som beskrevs av Carl Johan Schönherr 1842. Tropiphorus ingår i familjen vivlar.

## Bildgalleri

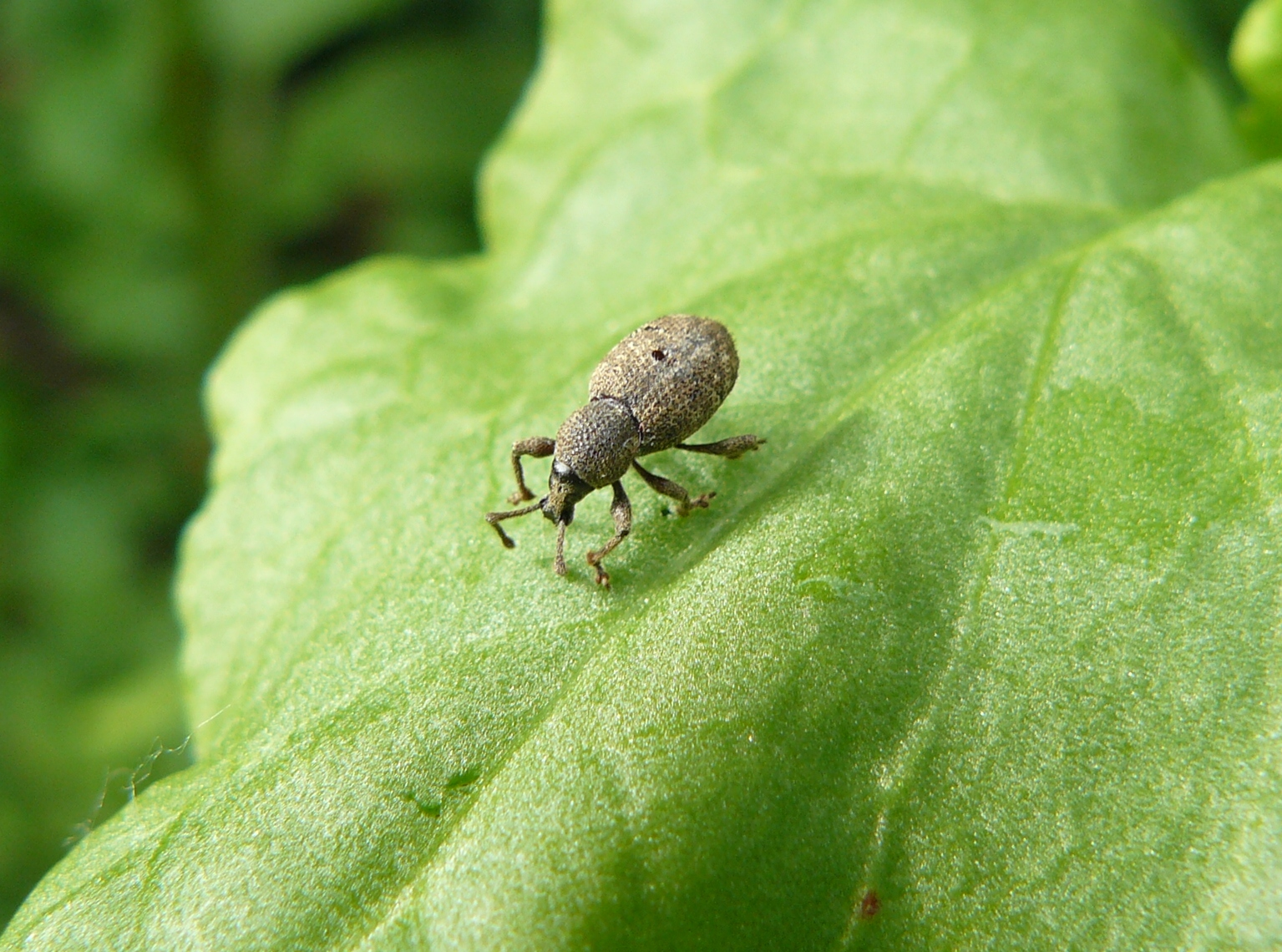

## Dottertaxa tillTropiphorus, i alfabetisk ordning[1][2]
- Tropiphorus abbreviatus
- Tropiphorus aecidii
- Tropiphorus albanicus
- Tropiphorus alophoides
- Tropiphorus bertolinii
- Tropiphorus borealis
- Tropiphorus caesius
- Tropiphorus carinatus
- Tropiphorus cinereus
- Tropiphorus cucullatus
- Tropiphorus elevatus
- Tropiphorus globatus
- Tropiphorus lapidarius
- Tropiphorus lepidotus
- Tropiphorus longicollis
- Tropiphorus mercurialis
- Tropiphorus micans
- Tropiphorus moldavicus
- Tropiphorus obesus
- Tropiphorus obtusus
- Tropiphorus ochraceosignatus
- Tropiphorus pedemontanus
- Tropiphorus rotundatus
- Tropiphorus serbicus
- Tropiphorus serdicanus
- Tropiphorus styriacus
- Tropiphorus suecicus
- Tropiphorus suturalis
- Tropiphorus terricola
- Tropiphorus tomentosus
- Tropiphorus transsylvanicus
- Tropiphorus tricristatus